# Essu
Essu är en ort i Estland. Den ligger i Haljala kommun och landskapet Lääne-Virumaa, i den centrala delen av landet, 90 km öster om huvudstaden Tallinn. Essu ligger 64 meter över havet och antalet invånare är 302.
Terrängen runt Essu är platt. Runt Essu är det glesbefolkat, med 17 invånare per kvadratkilometer. Närmaste större samhälle är Rakvere, 9,6 km söder om Essu. Omgivningarna runt Essu är en mosaik av jordbruksmark och naturlig växtlighet.